# Гонігзе
Гонігзе (нім. Honigsee) — громада в Німеччині, розташована в землі Шлезвіг-Гольштейн. Входить до складу району Плен. Складова частина об'єднання громад Прец-Ланд.
Площа — 11,27 км2. Населення становить 455 ос. (станом на 31 грудня 2020).